# Сімеон (Яковлевич)
Архієпископ Симеон (чеськ. Arcibiskup Simeon, світське ім'я — Радівой Яковлєвич, чеськ. Radivoj Jakovljević$ 12 лютого 1926, Прага — 19 березня 2024 ) — архієрей Православної Церкви Чеських земель і Словаччини; з 9 квітня 2000 року — єпископ (з 12 лютого 2006 — архієпископ) Оломоуцький і Брненський, з 12 квітня по 9 грудня 2013 — Місцеблюститель Митрополичого престолу Православної Церкви Чеських земель і Словаччини. Константинопольський патріархат тривалий час вважав митрополичий престол вакантним, а Симеона місцеблюстителем.

## Біографія
Народився 12 лютого 1926 року в Празі. Його батько був сербом, мати — чешкою.
Закінчив реальну гімназію в Празі. У 1945 році почав навчання богослов'я в Карловому університеті.
З 1949 по 1953 роки навчався в Ленінградській духовній академії.
З 1954 по 1959 роки — асистент кафедри богослов'я Пряшівського університету, викладав Старий Заповіт на Православному богословському факультеті.
7 вересня 1958 одружився. 1 листопада 1958 висвячений у сан диякона в Празі, а 25 грудня 1958 року — на священика.
З 1959 по 1998 роки служив в Князь-Володимирському храмі в м. Маріанські Лазні.
У 1992 році присуджено науковий ступінь доктора теології.
12 вересня 1996 року овдовів.
1 червня 1998 в монастирі священномученика Горазда в с. Груба Врбка пострижений в чернецтво з імені Симеон в честь сербського князя-ченця преподобного Симеона Мироточивого.

## Архиєрейство
21 червня 1998 в Празькому кафедральному соборі хіротонізований на єпископа Маріанські Лазненского, вікарій Празької єпархії.
9 квітня 2000 року призначений керуючим Оломоуцький-Брненським єпархією.
12 лютого 2006 року було зведено в сан архієпископа.
12 квітня 2013 року обраний Місцеблюстителем Митрополичого престолу Православної Церкви Чеських земель і Словаччини.
9 грудня 2013 року звільнений з посади місцеблюстителя Митрополичого престолу Православної Церкви Чеських земель і Словаччини. Константинопольський патріархат не визнавав цього рішення і продовжував вважати митрополичий престол вакантним, а Симеона місцеблюстителем, пізніше змінивши своє рішення.
19 березня 2024 року владика упокоївся.